# 救世超能：永无止境
《救世超能：永无止境》（英語：Higher Power）是一部由马修·查尔斯·桑托罗执导的科幻动作恐怖片，于2018年5月11日上映。该电影主要讲述一个普通人如何将世界从行将毁灭的命运中解救出来的故事。
该片的主要演员有乔丹·辛森、朗·埃达德，以及科鲁姆·费奥瑞等。

## 外部連結
- 互联网电影数据库（IMDb）上《救世超能：永无止境》的资料（英文）